# São Lourenço (Minas Gerais)
São Lourenço is een gemeente in de Braziliaanse deelstaat Minas Gerais. De gemeente telt 42.688 inwoners (schatting 2009).

## Aangrenzende gemeenten
De gemeente grenst aan Carmo de Minas, Pouso Alto, São Sebastião do Rio Verde en Soledade de Minas.

## Verkeer en vervoer
De plaats ligt aan de wegen BR-383 en BR-460.